# Municipio de Vienna (Indiana)
El municipio de Vienna (en inglés: Vienna Township) es un municipio ubicado en el condado de Scott en el estado estadounidense de Indiana. En el año 2010 tenía una población de 10008 habitantes y una densidad poblacional de 95,51 personas por km².

## Geografía
Según la Oficina del Censo de los Estados Unidos, tiene una superficie total de 104.78 km², de la cual 103.84 km² corresponden a tierra firme y (0.9%) 0.95 km² es agua.

## Demografía
Según el censo de 2010, había 10008 personas residiendo. La densidad de población era de 95,51 hab./km². De los 10008 habitantes, estaba compuesto por el 97.6% blancos, el 0.22% eran afroamericanos, el 0.17% eran amerindios, el 0.79% eran asiáticos, el 0.05% eran isleños del Pacífico, el 0.58% eran de otras razas y el 0.59% pertenecían a dos o más razas. Del total de la población el 1.48% eran hispanos o latinos de cualquier raza.